# Rinorea cornigera
Rinorea cornigera är en violväxtart som beskrevs av Joseph Marie Henry Alfred Perrier de la Bâthie. Rinorea cornigera ingår i släktet Rinorea och familjen violväxter. Inga underarter finns listade i Catalogue of Life.